# Modersohn-Grundschule
Die Modersohn-Grundschule ist eine öffentliche Grundschule im Ortsteil Friedrichshain des Berliner Bezirks Friedrichshain-Kreuzberg. Sie liegt in der Niemannstraße 3 / Ecke Simplonstraße.

## Schulprofil
Die Modersohn-Grundschule verfügt über sechs Jahrgangsstufen im offenen Ganztagsbetrieb. Sie bietet eine erweiterte musische Grundausbildung an. In der Schulanfangsphase gibt es jahrgangsbezogene Lerngruppen. Im Rahmen des Projekts „Kreidefreie Schule“ sind alle herkömmlichen Tafeln durch interaktive Smartboards ersetzt worden.
Im Schuljahr 2024/25 beträgt die Schülerzahl 444, 35,8 Prozent von ihnen haben eine nichtdeutsche Herkunftssprache.
An der Schule besteht ein gemeinnütziger Förderverein, der Projekte und Aktivitäten der Schule unterstützt.

## Geschichte
Die Schule wurde 1969 als 30. Oberschule Friedrichshain auf einem ehemaligen Kleingartengelände errichtet. 1971 erhielt sie den Namen Franz-Stenzer-Oberschule, benannt nach dem 1933 im KZ Dachau ermordeten Kommunisten Franz Stenzer. Seit 1993 heißt sie Modersohn-Grundschule nach dem Maler Otto Modersohn.

## Gebäude
Der Typenschulbau von 1969 wurde 2001 energetisch saniert. Um die Schule zu einer dreizügigen Grundschule erweitern zu können, wurde angesichts des Platzmangels auf dem Grundstück erstmals im Bezirk ein Bestandsgebäude aufgestockt. Der Aufbau des neuen Geschosses, dessen Innenausbau und technische Gebäudeausrüstung sowie die Neugestaltung der südlichen Schulhoffläche wurden aus dem Programm Stadtumbau Ost kofinanziert. Am 23. Januar 2012 wurde das vierte Obergeschoss an die Schule übergeben. Zum Abschluss der Arbeiten wurde 2015 die Mensa der Schule entsprechend den gestiegenen Schülerzahlen vergrößert. Die Gesamtkosten des Umbaus betrugen zwei Millionen Euro.
Auf dem Schulgelände befindet sich eine Sporthalle mit einer 50-m-Laufbahn.